# 5-Androstendion
5-androstenedion je prohormon testosterona. Svetska anti-doping agencija zabranjuje njegovu primenu kod sportista. U Sjedinjenim Državama, on je kontrolisana supstanca.
5-androstenedion je strukturno sličan sa 4-androstenedionom, izuzev pozicije dvostruke veze između ugljenika. 4-Androstenedion se prirodno formira u telu u nadbubrežnoj žlezdi i gonadi. Osim testosterona, on je prekurzor estrona i estradiola.

## Spoljašnje veze
|  | Molimo Vas, obratite pažnju na važno upozorenje u vezi sa temama iz oblasti medicine (zdravlja). |